# Елина, Галина Андреевна
Галина Андреевна Е́лина (1929—2015) — советский и российский болотовед и палеоботаник, доктор биологических наук, заслуженный деятель науки Карельской АССР (1984), заслуженный деятель науки Российской Федерации.

## Биография
Родилась 30 ноября 1929 года в Петрозаводске.
В 1951 году окончила биологический факультет Карело-Финского государственного университета по специальности «геоботаника» и поступила на работу в сектор болотоведения и мелиорации Карело-Финского филиала АН СССР.
В 1968 году она защитила кандидатскую диссертацию на тему «Растительность, болотные фации и история развития болот юго-восточного Прибеломорья».
В 1983 году защитила докторскую диссертацию «Динамика лесных и болотных экосистем в голоцене на территории Карелии».
Галина Андреевна являлась членом Президиума Русского ботанического общества (РБО), была его Почетным членом и 20 лет возглавляла Карельское отделение РБО.
За заслуги в области науки Г. А. Елина была награждена орденом Почета, грамотами Президиума РАН, Президиума Совета Министров и Президиума Верховного Совета КАССР, Президиума Карельского научного центра РАН. Она была лауреатом года Республики Карелия и г. Петрозаводска.

## Научная деятельность
Ей принадлежит свыше 180 научных работ, в том числе пять крупных монографий, три научно-популярные книги, более сотни научных статей в российских и зарубежных журналах, материалах конференций и симпозиумов различного уровня, а также тезисы, путеводители, карты.
Под руководством Г. А. Елиной были подготовлены и защищены четыре кандидатские диссертации и одна докторская.
Галина Андреевна возглавляла лабораторию болотных экосистем. Под ее руководством началось формирование карельской школы болотоведов. В ней изучались флора, растительность и пространственная структура болот, экология и биология болотных растений, торфяные и лекарственно-ягодные ресурсы, решались вопросы охраны болот. Главным направлением ее научной деятельности становится динамика болот и реконструкции палеорастительности региона.
Галина Андреевна проводила совместные научные исследования лаборатории болотоведения с ботаниками и палеогеографами из Финляндии (Ю. Васари) и Чехословакии (К. и Э. Рыбничковы, В. Янковска, Н. Кончалова), а также принимала непосредственное участие в выполнении ряда международных проектов («Биом — 6000», «Динамика уровней озер Северной Евразии в позднеледниковье и голоцене» и др.).

## Избранные труды
- Елина Г. А. Принципы и методы реконструкции и картирования растительности голоцена : К XI конгрессу INQUA (Москва, 1982). — Л. : Наука : Ленингр. отд-ние, 1981. — 159 с.
- Елина Г. А. Структурно-функциональная организация и динамика болотных экосистем Карелии / Г. А. Елина, О. Л. Кузнецов, А. И. Максимов ; отв. ред. Н. И. Пьявченко. — Л. : Наука : Ленингр. отд-ние, 1984. — 128 с.
- Елина Г. А. Позднеледниковье и голоцен Восточной Фенноскандии (палеорастительность и палеогеография) = Late glacial and holocene time in the East Fennoscandia (palaeovegetation and palaeogeography) / Г. А. Елина, А. Д. Лукашов, Т. К. Юрковская. — Петрозаводск : Ин-т биологии КарНЦ РАН, 2000. — 240 с. — ISBN 5-9274-0029-9.
- Елина Г. А. Картографирование растительности и ландшафтов на временных срезах голоцена таежной зоны Восточной Фенноскандии = Vegetation and Landscape mapping on holocene temporal cross-sections in East Fennoscandia taiga zone / Г. А. Елина, А. Д. Лукашов, П. Н. Токарев. — СПб. : Наука, 2005. — 112 с. — ISBN 5-02-026212-9.
- Елина Г. А. Восстановленная растительность Карелии на геоботанической и палеокартах / Т. К. Юрковская, Г. А. Елина ; науч. ред. О. Л. Кузнецов. — Петрозаводск : Ин-т биологии КарНЦ РАН, 2009. — 135 с. — ISBN 978-5-9274-0361-5.

Научно-популярные книги
- Елина Г. А. Болота раскрывают тайны / Г. А. Елина, В. Ф. Юдина, Т. А. Максимова, П. Н. Токарев. — Петрозаводск : Карелия, 1986. — 95 с. — (Природа и человек).
- Елина Г. А. Многоликие болота / отв. ред. В. Д. Лопатин. — Л. : Наука : Ленингр. отд-ние, 1987. — 192, [8] с. — (Человек и окружающая среда).
- Елина Г. А. Аптека на болоте : Путешествие в неизведанный мир. — СПб. : Наука : Санкт-Петербург. изд. фирма, 1993. — 496 с. — ISBN 5-02-026709-0.